# Pouru-Saint-Remy
Pouru-Saint-Remy ist eine französische Gemeinde mit 1.129 Einwohnern (Stand: 1. Januar 2022) im Département Ardennes in der Région Grand Est. Die Gemeinde gehört zum Arrondissement Sedan und zum Kanton Sedan-3. 

## Geografie
Pouru-Saint-Remy liegt etwa zehn Kilometer ostsüdöstlich des Stadtzentrums von Sedans in den Argonnen. Die Chiers begrenzt die Gemeinde im Süden. Umgeben wird Pouru-Saint-Remy von den Nachbargemeinden Pouru-aux-Bois im Norden, Escombres-et-le-Chesnois im Nordosten und Osten, Sachy im Osten und Südosten, Tétaigne im Südosten, Brévilly im Süden, Douzy im Westen sowie Francheval im Nordwesten.
Durch die Gemeinde führt die frühere Route nationale 43 (heutige D643).

## Bevölkerungsentwicklung
| 1962                       | 1968 | 1975 | 1982 | 1990 | 1999 | 2006 | 2019 |
| -------------------------- | ---- | ---- | ---- | ---- | ---- | ---- | ---- |
| 1363                       | 1412 | 1385 | 1232 | 1166 | 1165 | 1217 | 1144 |
| Quellen: Cassini und INSEE |      |      |      |      |      |      |      |